# Christophe Riblon
Christophe Riblon (ur. 17 stycznia 1981 w Tremblay-en-France) – francuski kolarz szosowy i torowy, dwukrotny srebrny medalista torowych mistrzostw świata. Przez całą profesjonalną karierę był zawodnikiem profesjonalnej drużyny Ag2r-La Mondiale. W 2017 roku zakończył karierę sportową.

## Kariera
Od 2004 ściga się w gronie profesjonalistów z UCI World Tour. W 2008 roku, na mistrzostwach świata w Manchesterze zdobył srebrny medal w wyścigu punktowym, ulegając tylko Białorusinowi Wasylowi Kiryjence. Dwa lata później, podczas mistrzostw świata w Kopenhadze wspólnie Morganem Kneiskym zdobył srebrny medal w madisonie.

## Najważniejsze osiągnięcia

### tor
2008
- 2. miejsce w mistrzostwach świata (wyścig punktowy)

2010
- 2. miejsce w mistrzostwach świata (madison)

### szosa
2004
- 1. miejsce w mistrzostwach Francji amatorów (start wspólny)

2005
- 2. miejsce w Tour de l’Avenir

2006
- 1. miejsce na 4. etapie Circuit de Lorraine

2007
- 1. miejsce w Tour de la Somme

2009
- 1. miejsce na 3. etapie Route du Sud

2010
- 1. miejsce w Les Boucles du Sud Ardèche
- 7. miejsce w Critérium du Dauphiné
- 1. miejsce na 14. etapie Tour de France

2011
- 8. miejsce w Tour de Pologne

2012
- 9. miejsce w Tirreno-Adriático

2013
- 1. miejsce w klasyfikacji aktywnych w Tour de France
  - 1. miejsce na 18. etapie
- 3. miejsce w Tour de Pologne
  - 1. miejsce na 2. etapie

2014
- 4. miejsce w Tour de Pologne

2015
- 7. miejsce w Tour de Pologne